# Olifants river, Limpopo

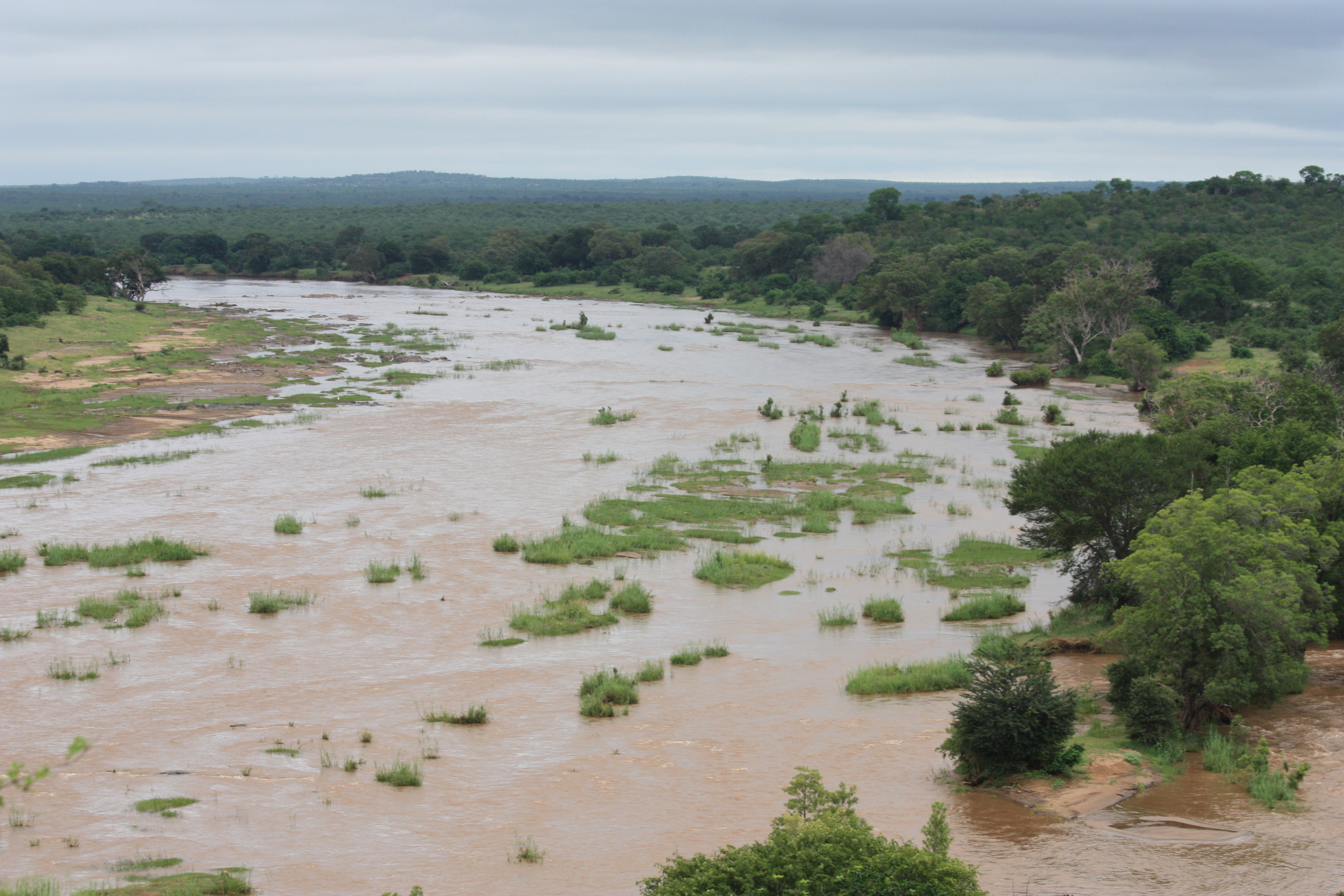
Olifants river genom Krugerparken.

Olifants river är Limpopos största biflod, har sina källor i norra Drakbergen i Sydafrika och rinner genom sitt nedre lopp genom Krugerparken och Moçambique. Floden är 700 kilometer lång och kraftigt förorenad av blågröna alger.